# 아크바르 주라예프
아크바르 후스니딜라예비치 주라예프(우즈베크어: Akbar Xusnidilla oʻgʻli Joʻrayev 아크바르 후스니딜라 오글리 조라예프, 러시아어: Акба́р Хуснидиллаевич Джура́ев, 1999년 10월 8일~)는 우즈베키스탄의 역도 선수이다. 2020년 하계 올림픽 남자 헤비급에서 금메달을 획득했으며, 2024년 하계 올림픽 남자 헤비급에서 은메달을 획득했다. 또한 세계 역도 선수권 대회에서 금메달 2개를 획득했다.

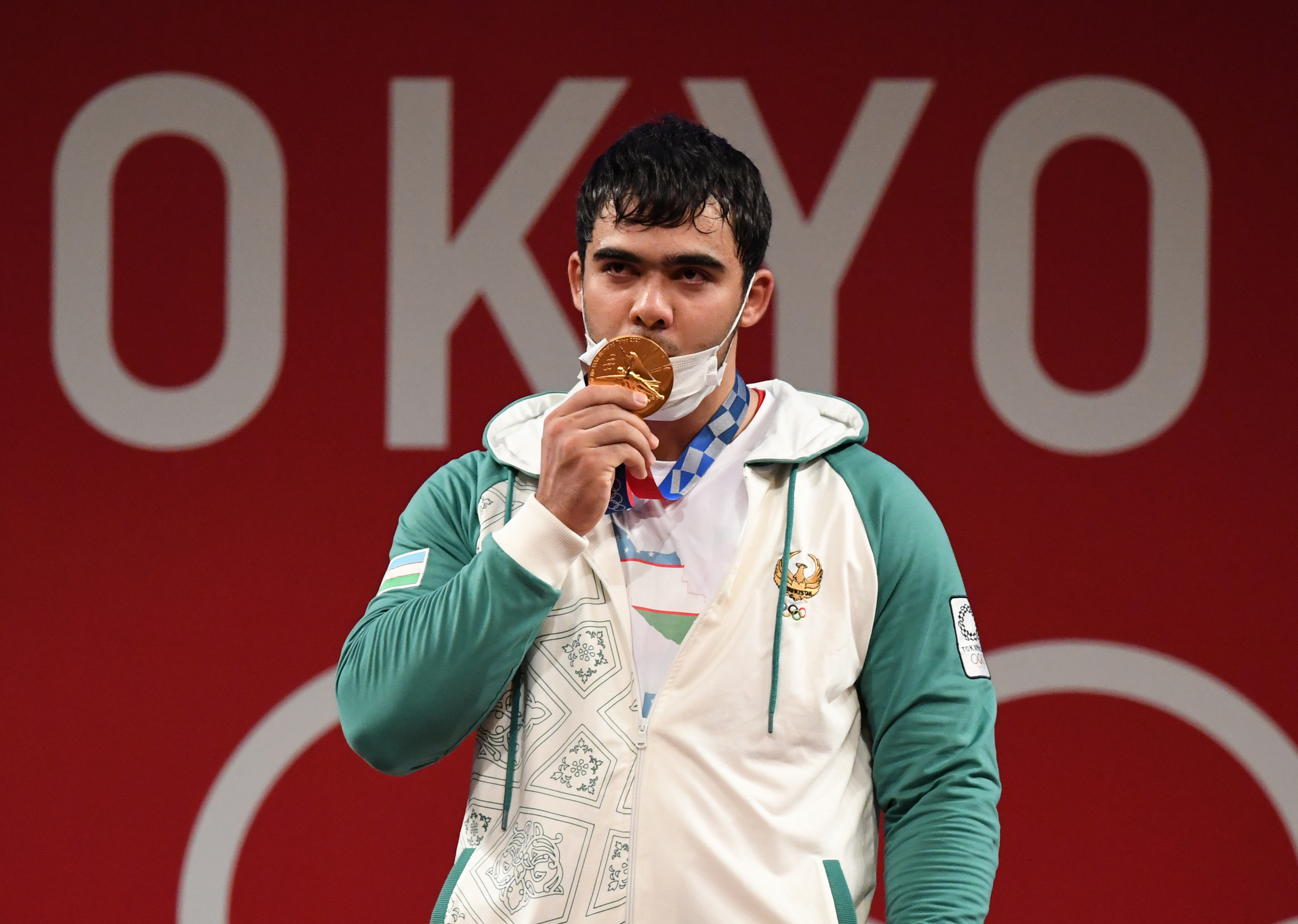
2020년 하계 올림픽 시상식 당시의 주라예프